# Alpheus bellimanus
Alpheus bellimanus är en kräftdjursart som beskrevs av William Neale Lockington 1877. Alpheus bellimanus ingår i släktet Alpheus och familjen Alpheidae. Inga underarter finns listade i Catalogue of Life.